# Lidingö
Lidingö ist eine Insel und Stadt in der schwedischen Provinz Stockholms län und der historischen Provinz Uppland. Sie ist Hauptort der gleichnamigen Gemeinde. Die Insel ist Teil des Stockholmer Schärengartens und wird durch den Lilla Värtan von Östermalm getrennt.

## Geschichte

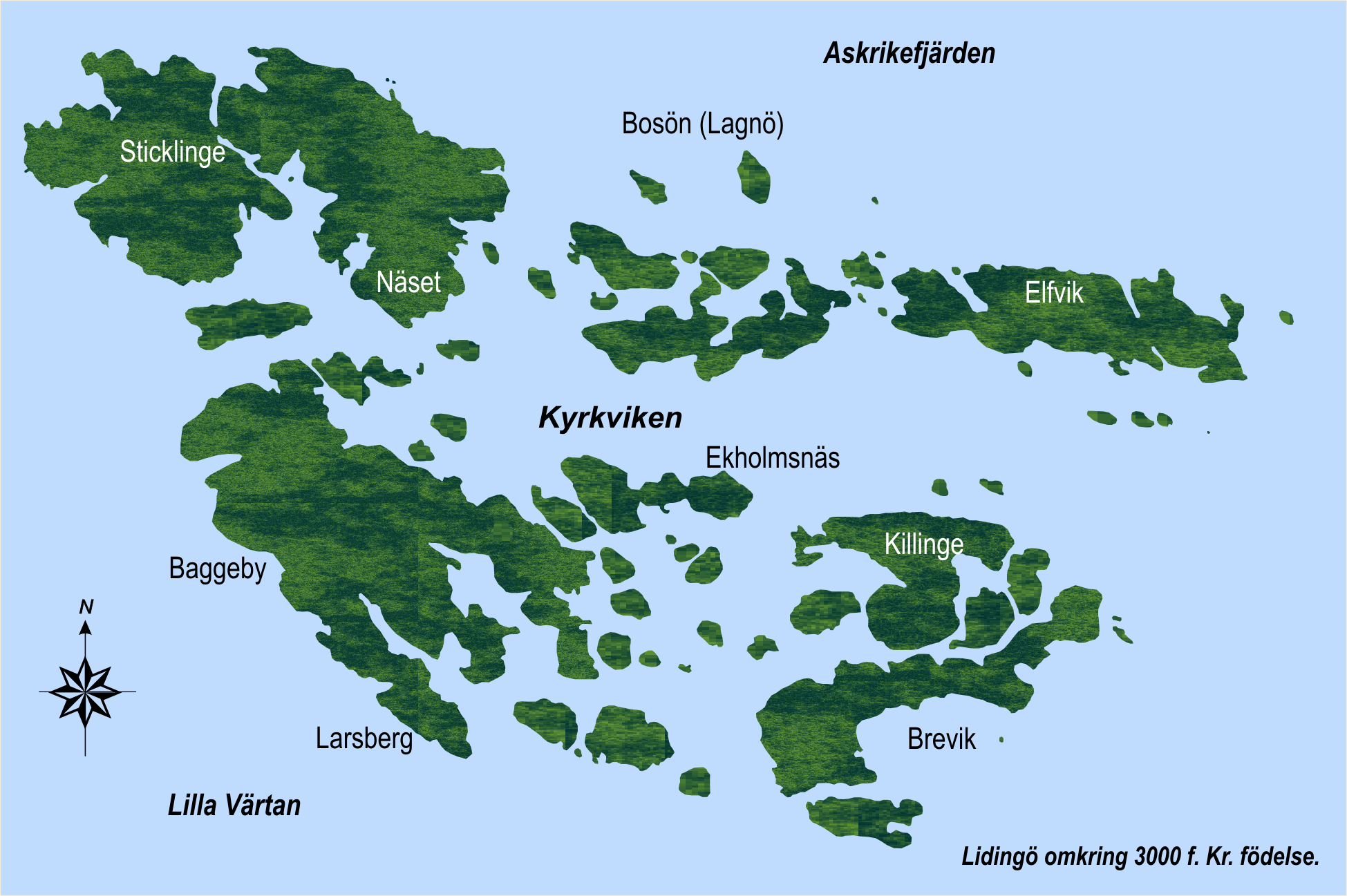
Lidingö um 3000 v. Chr.

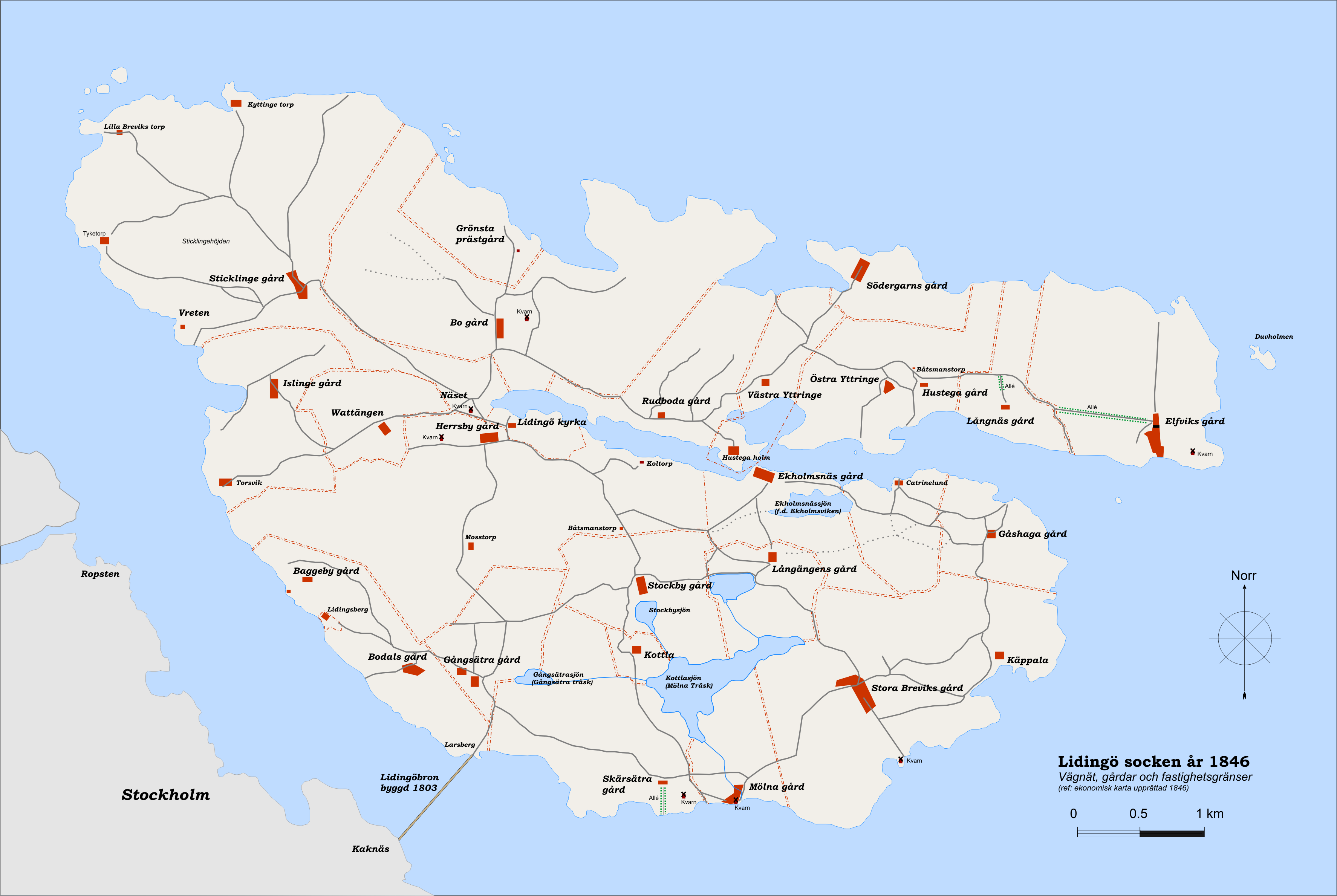
Besiedlung von Lidingö im Jahr 1846

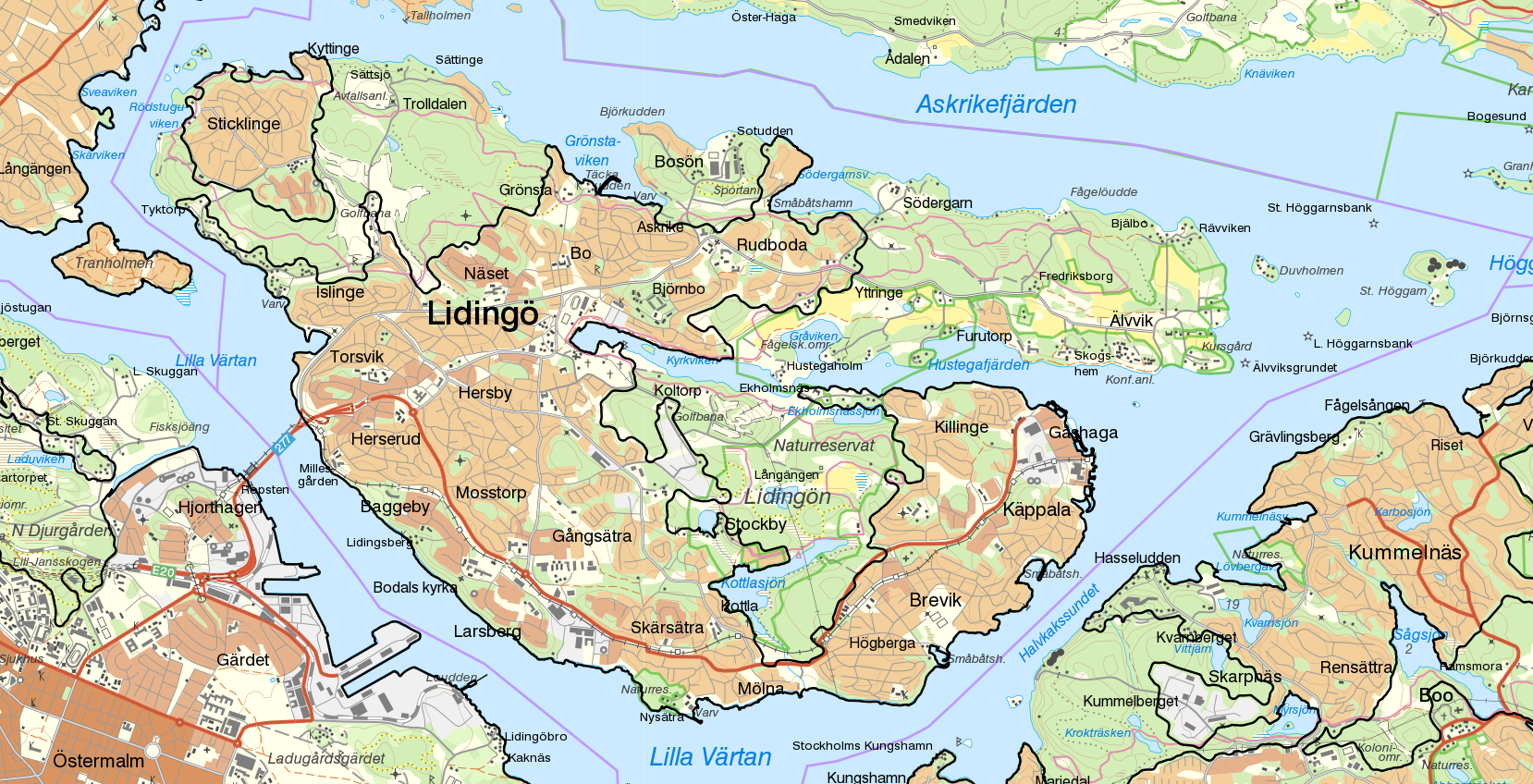
Lidingö 2015

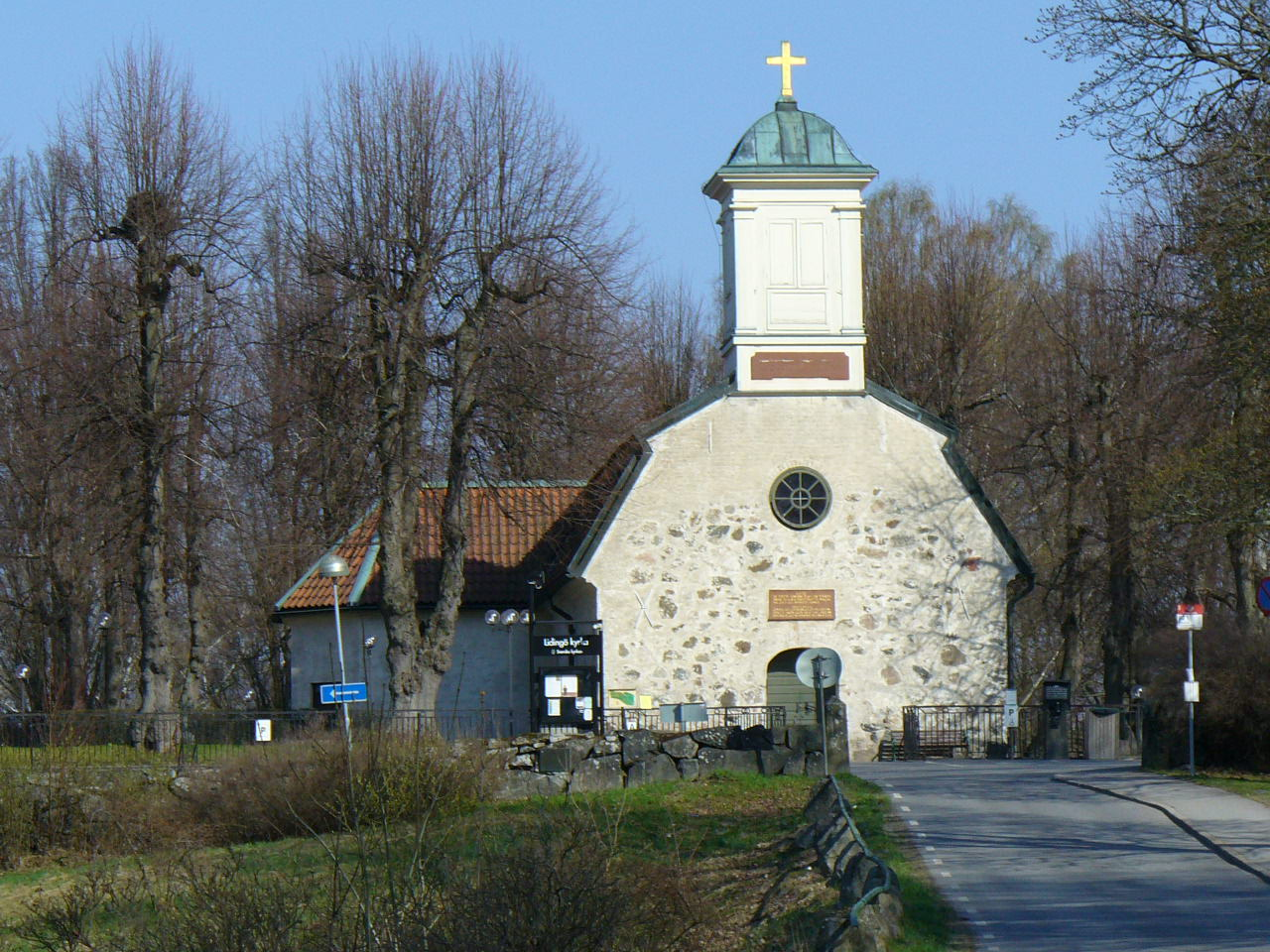
Die alte Kirche von Lidingö am Kyrkviken

Die Insel entstand aus einem Gewirr von Schären durch die Landhebung und hat ihre heutige Form etwa zur Zeitenwende erhalten. Die erste Besiedlung von Lidingö lässt sich durch Runenfunde aus der Vendel- und Wikingerzeit, beispielsweise die Runensteine vom Askrikevägen und von Dalängen sowie die Runenfelsen von Bo Gård, mindestens auf das 7. Jahrhundert datieren. Wahrscheinlich fand die Erstbesiedelung von Teilen Lidingös aber bereits in der Bronzezeit statt.
1912 wurden die Fabrikanlagen der Firma Aktiebolaget Gas-Accumulator (AGA) gebaut. 1926 erhielt Lidingö die Stadtrechte.
In der Stadt befanden sich die Flugzeugwerke Svenska Aero AB, die zunächst ab 1921 Heinkel-Flugzeuge in Lizenz bauten.

## Sport
Der örtliche Sportverein IFK Lidingö bietet zahlreiche Sportarten an.

## Persönlichkeiten

### Söhne und Töchter der Stadt
- John Ausonius (* 1953), verurteilter Mörder
- Dick Bergström (1886–1952), Regattasegler
- Kurt Bergström (1891–1955), Regattasegler
- Daniel Biveson (* 1976), Snowboarder
- May Britt (* 1933), Schauspielerin
- Jan-Åke Carlberg (* 1957), Eisschnellläufer
- Mikael Dorsin (* 1981), Fußballspieler
- Lena Endre (* 1955), Schauspielerin
- Nina Gunke (* 1955), Schauspielerin
- Ylva Hedlund (* 1949), Eisschnellläuferin
- Patrik Rosenholm (* 1988), Tennisspieler
- Eva Ström (* 1947), Medizinerin, Schriftstellerin, Literaturkritikerin
- Carl L. Thunberg (* 1963), Historiker und Archäologe

### Weitere Persönlichkeiten
- Bertolt Brecht (1898–1956), Schriftsteller, lebte dort 1939/40 als Fluchtmigrant.
- Gustaf Dalén (1869–1937), Ingenieur und Träger des Nobelpreises für Physik. Er lebte eine Zeit lang in Lidingö und starb schließlich dort.
- Siri Derkert, (1888–1973), Malerin und Bildhauerin, die im Jahr 1960 als erste Frau mit einer Einzelausstellung im Moderna Museet in Stockholm ausstellte, starb auf Lidingö.
- Wolf S. Jacobson (1894–1973), Fluchtemigrant, orthodoxer Rabbiner, Leiter eines Zentrums zur Rettung jüdischer Mädchen in Lidingö 1945–1948[2]
- Emma Lundberg (1869–1953), Künstlerin und Gartengestalterin, die lange im Ort lebte, wirkte und dort starb
- Carl Milles (1875–1955), bedeutendster schwedischer Bildhauer, lebte und starb in Lidingö und vermachte der Stadt sein Haus mit antiker Kunstsammlung und eigenen Werken, welches heute ein Museum ist.
- Hans-Carl von Schlick (1874–1957), deutscher Kapitän zur See der Kaiserlichen Marine, starb in Lidingö